# Théorie de l'observateur idéal
La théorie de l'observateur idéal est une position méta-éthique  qui prétend que :
1. Les phrases éthiques expriment des propositions.
2. Quelques-unes de ces propositions sont vraies.
3. Ces propositions portent sur les attitudes d'un hypothétique « observateur idéal ».

En d'autres termes, la théorie de l'observateur idéal affirme que les jugements éthiques devraient être interprétés comme des déclarations sur les jugements que ferait un observateur neutre et pleinement informé ; « X est bien » signifie « un observateur idéal approuverait X ».

« L'idée principale [de la théorie de l'observateur idéal] est que les termes éthiques devraient être définis d'après le modèle de l'exemple suivant : « X est meilleur que Y » signifie : « Si quelqu'un, en ce qui concerne X et Y, était pleinement informé et doué d'une forte imagination, impartial, dans un calme cadre d'esprit et par ailleurs normal, il « préfèrerait » X à Y. »

Cela fait de la théorie de l'observateur idéal une forme subjectiviste quoiqu'universaliste du cognitivisme moral. La théorie de l'observateur idéal s'oppose à d'autres formes du subjectivisme moral (par exemple la théorie du commandement divin, le relativisme moral et le subjectivisme moral) ainsi qu'au réalisme moral (qui prétend que les propositions morales se réfèrent à des faits objectifs, indépendamment des attitudes ou opinions de quiconque), à la théorie de l'erreur (qui nie que quelque proposition morale soit vraie en aucun sens) et au non-cognitivisme (qui nie que les phrases morales expriment quelle que proposition que ce soit).
Tandis qu'Adam Smith et David Hume sont reconnus avoir épousé les premières versions de la théorie de l'observateur idéal, Roderick Firth est responsable de la création d'une version moderne plus sophistiquée. Selon Firth, un observateur idéal possède les caractéristiques spécifiques suivantes : omniscience à l'égard de faits non moraux, omnipercipience, désintéressement, absence de passions, cohérence et normalité à tous autres égards. Il faut noter qu'en définissant un observateur omniscient idéal à l'égard de faits amoraux, Firth évite la logique circulaire qui découlerait de la définition d'un observateur idéal comme omniscient dans les faits moraux et amoraux. Une connaissance complète de la morale ne naît pas d'elle-même mais est une propriété émergente des exigences minimales de Firth. Il existe aussi de raisonnables restrictions à la caractéristique de l'omniscience à l'égard de faits amoraux. Par exemple, un événement géologique dans un autre système solaire est quelque chose d'à peine nécessaire à connaître pour porter un jugement moral sur un cas de vol ou d'assassinat sur Terre.
Les partisans de la théorie de l'observateur idéal ne prétendent pas que de véritables observateurs idéaux existent réellement.

## Source de la traduction
- (en) Cet article est partiellement ou en totalité issu de l’article de Wikipédia en anglais intitulé « Ideal observer theory » (voir la liste des auteurs).